# Conde do Bonfim
Conde do Bonfim é um título nobiliárquico criado por D. Maria II de Portugal, por Decreto de 4 de Abril de 1838, em favor de José Lúcio Travassos Valdez, antes 1.º Barão do Bonfim.
Titulares
1. José Lúcio Travassos Valdez, 1.º Barão e 1.º Conde do Bonfim;
2. José Bento Travassos Valdez, 2.º Conde do Bonfim;
3. José Lúcio Travassos Valdez, 3.º Conde do Bonfim;
4. José Francisco de Melo Travassos Valdez, 4.º Conde do Bonfim.

Após a Implantação da República Portuguesa, e com o fim do sistema nobiliárquico, usou o título: 
1. Maria Teresa Saraiva Travassos Valdez, 5.ª Condessa do Bonfim.